# Biblioteca da ESALQ
A Divisão de Biblioteca da Esalq-USP ou Biblioteca da Esalq é uma biblioteca acadêmica vinculada à Escola Superior de Agricultura Luiz de Queiroz (Esalq) do Campus da Universidade de São Paulo em Piracicaba.
Reúne um acervo dos mais importantes do país na área de Ciências Agrárias, distribuído nas quatro bibliotecas do Campus: Biblioteca Central, Biblioteca Setorial de Agroindústria, Alimentos e Nutrição, Biblioteca Setorial de Genética, e Biblioteca Setorial de Economia, Administração e Sociologia. Funcionam de forma sistêmica tendo como principais objetivos: coordenar as atividades de informação documentária no Campus; atender ao corpo docente, discente, administrativo, institutos e centros complementares, podendo ainda ser utilizada pela comunidade geral, observada as exigências do regulamento interno da Divisão; servir de apoio ao ensino, pesquisa e extensão, fornecendo informações aos usuários  através da coleta, armazenamento, recuperação e disseminação dos documentos na área de agricultura e ciências afins.

## Acervo da biblioteca
| Publicação  | Biblioteca Central | Setorial de Agroindústria, Alimentos e Nutrição | Setorial de Economia, Administração e Sociologia | Setorial de Genética | Total   |  |
| ----------- | ------------------ | ----------------------------------------------- | ------------------------------------------------ | -------------------- | ------- |  |
| Monografias | 97.897             | 7.222                                           | 13.686                                           | 4.138                | 122.943 |  |
| Periódicos  | 2.047              | 289                                             | 600                                              | 138                  | 3.074   |  |

Fonte: Ano base 2009

## Serviços

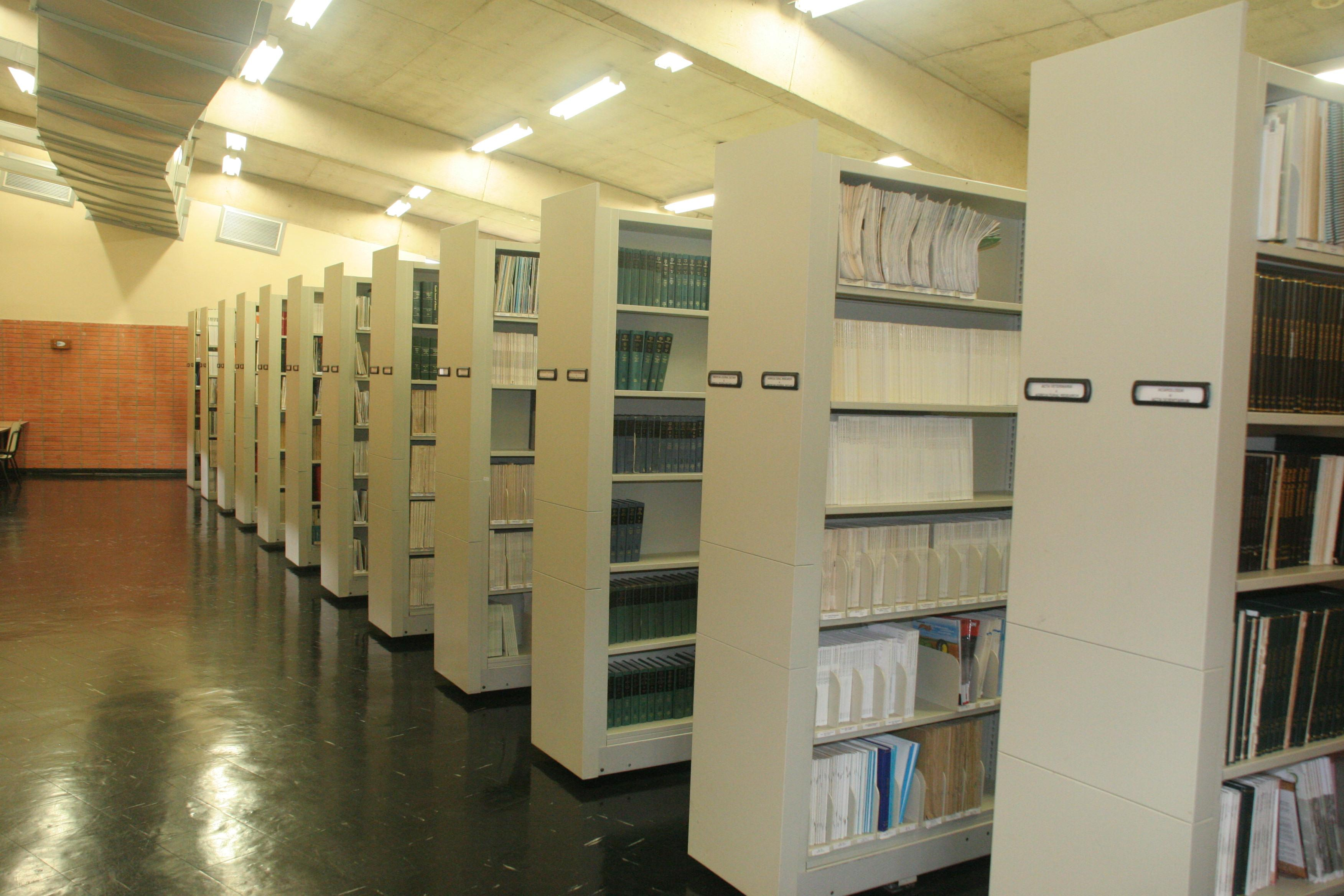
Acervo da biblioteca.

- Aquisição de publicações
- Catalogação na publicação
- Comutação bibliográfica
- Cópias
- Empréstimo
- Empréstimo entre bibliotecas
- Intercâmbio de publicações
- Editoração e Normalização
- Seminários
- Solicitação de ISBN/ISSN
- Treinamentos individualizados
- Tutoriais
- Venda de publicações
- Visitas orientadas

## Base de dados
- Acervo USP